# Fournes-Cabardès
Fournes-Cabardès es una comuna francesa situada en el departamento de Aude, en la región de Occitania.

## Demografía
| 75 | 74 | 64 | 70 | 61 | 49 | 51 |
| Para los censos de 1962 a 1999 la población legal corresponde a la población sin duplicidades (Fuente: INSEE [Consultar]) |    |    |    |    |    |    |